# Petrothálassa
Petrothálassa (Petrothalassa Ermionis, Petrothalassa) är en ort i Grekland.   Den ligger i prefekturen Nomós Argolídos och regionen Peloponnesos, i den sydöstra delen av landet, 90 km sydväst om huvudstaden Aten. Petrothálassa ligger 40 meter över havet och antalet invånare är 365.
Terrängen runt Petrothálassa är platt åt nordväst. Havet är nära Petrothálassa åt sydost. Närmaste större samhälle är Pórto Chéli, 3,9 km väster om Petrothálassa. 